# Ernemont-sur-Buchy
Ernemont-sur-Buchy é uma comuna francesa na região administrativa da Normandia, no departamento de Sena Marítimo. Estende-se por uma área de 4 km². Em 2010 a comuna tinha 300 habitantes (densidade: 75 hab./km²).